# Денкова, Албена
Албена Денкова (болг. Албена Денкова, род. 3 декабря 1974 года в Софии, Болгария) — болгарская фигуристка, выступавшая в танцах на льду в паре с Максимом Стависким. Двукратная чемпионка мира 2006 и 2007 года, многократный призёр чемпионатов Европы, участница трех Олимпиад (1998, 2002 и 2006 год), тринадцать раз становилась чемпионкой Болгарии.

## Карьера
Денкова начала свою спортивную карьеру с занятий гимнастикой. В фигурное катание она пришла в возрасте 8 лет. Первым партнером Албены был Христо Николов. С ним она дебютировала на международной арене на юниорском чемпионате мира в конце 1988 года.
В 1996 она встала в пару с российским фигуристом Максимом Стависким.
Пара тренировалась в Одинцово у Алексея Горшкова. После чемпионата мира 2005 года в Москве они решают сменить тренера и едут в Делавэр (США) к Наталье Линичук и Геннадию Карпоносову.
В октябре 2006 года Албена Денкова была выбрана на пять лет Президентом федерации фигурного катания Болгарии.
После выигранного чемпионата мира 2007 года Албена Денкова и Максим Ставиский собирались продолжить выступления в спорте, однако вынуждены были завершить карьеру в связи с автоаварией, участником которой стал Максим, и последовавшим судебным разбирательством.
Принимала участие в телешоу Первого канала «Ледниковый период» в 2007 году паре с актёром Игорем Верником, в 2008 году во втором сезоне этого шоу выступила в паре с шоуменом Тимуром Родригесом, а в 2009 году с музыкантом Игорем Бутманом. В 2013 году в паре с актером Петром Кисловым заняла 3 место.
В 2020 году они с Максимом стали тренерами седьмого сезона шоу «Ледниковый период».
Вместе с Максимом Стависким ставит программы фигуристам. Например, в сезоне 2009—2010, они поставили произвольную программу французскому одиночнику Бриану Жуберу.

## Личная жизнь
30 января 2011 года родила сына Даниеля от своего партнёра Максима Ставиского.

## Программы
| Сезон     | Оригинальный танец | Произвольный танец                                                                     | Показательный номер |
| --------- | --- | -------------------------------------------------------------------------------------- | ------------------- |
| 2006—2007 | Libertango Астор Пьяццолла | Lacrimosa (реквием) современная аранжировка t Моцарт Ромео + Джульетта Крэйг Армстронг |                     |
| 2005—2006 | Cha Cha Santa Esmeralda Bésame Mucho (из Un Bolero Por Favor) Консуэло Веласкес                                                                                                | Adagio современная обработка Ремо Джадзотто, Т.Альбинони                               |                     |
| 2004—2005 | Чарльстон Big Beat Band Медленный фокстрот: You’ve Got a Friend in Me | Lambarena — Bach to Africa Hughes de Courson, Иоганн Себастьян Бах                     |                     |
| 2003—2004 | Блюз: It’s a Man’s Man’s Man’s World Джеймс Браун Свинг (жанр): Big and Bad Big Bad Voodoo Daddy                                                                               | Suite No. 4 in D-Minor Гендель                                                         |                     |
| 2002—2003 | March for the Turkish Ceremonies Люлли исполнен Королевским филармоническим оркестром Вальс: Dance of the Witches Генри Пёрселл исполнен Королевским филармоническим оркестром | Afrah Baladi Mostafa Sax                                                               |                     |
| 2001—2002 | Танго: Fugata Астор Пьяццолла Фламенко: Duende Терри Боззио, Tony Levin, Steve Stevens                                                                                         | O (Cirque du Soleil) Benoit Jutras                                                     |                     |
| 2000—2001 | Фокстрот: Тема из «Розовой пантеры» Генри Манчини Квикстеп: I Wanna Be Like You (изThe Jungle Book)                                                                            | Xotica — Journey to the Heart Рене Дюпере                                              |                     |
| 1999—2000 | Speak up Mambo Soledad Give it up | Xotica — Journey to the Heart Рене Дюпере                                              |                     |
| 1998—1999 | Song of the Spirit Карл Дженкинс | Sarabande Джон Лорд Bourée Джон Лорд                                                   |                     |
| 1997—1998 | - Wooly Bully Доминго Самудио | Sing, Sing, Sing Луи Прима 1941 Hollywood Джон Уильямс                                 |                     |
| 1996—1997 | El Choclo Angel Villoldo | Sing, Sing, Sing Луи Прима 1941 Hollywood Джон Уильямс                                 |                     |

## Спортивные достижения

### После 2001 года
| Соревнования               | 2001—2002 | 2002—2003 | 2003—2004 | 2004—2005 | 2005—2006 | 2006—2007 |
| -------------------------- | --------- | --------- | --------- | --------- | --------- | --------- |
| Зимние Олимпийские игры    | 7         |           |           |           | 5         |           |
| Чемпионаты мира            | 5         | 3         | 2         | 5         | 1         | 1         |
| Чемпионаты Европы          | 6         | 2         | 2         |           |           | 3         |
| Чемпионаты Болгарии        | 1         | 1         | 1         | 1         | 1         | 1         |
| Финалы Гран-При            |           | 3         | 2         | 3         |           | 1         |
| Skate America              |           |           |           |           |           | 1         |
| Trophee Eric Bompard       | 4         |           | 1         | 2         |           | 1         |
| Cup of Russia              |           | 3         |           |           |           |           |
| NHK Trophy                 | 3         |           | 1         | 1         | 2         |           |
| Skate Canada International | 4         | 2         | 1         |           |           |           |
| Bofrost Cup                |           | 1         |           | 1         |           |           |
| Finlandia Trophy           | 1         |           | 1         |           |           |           |

### До 2001 года

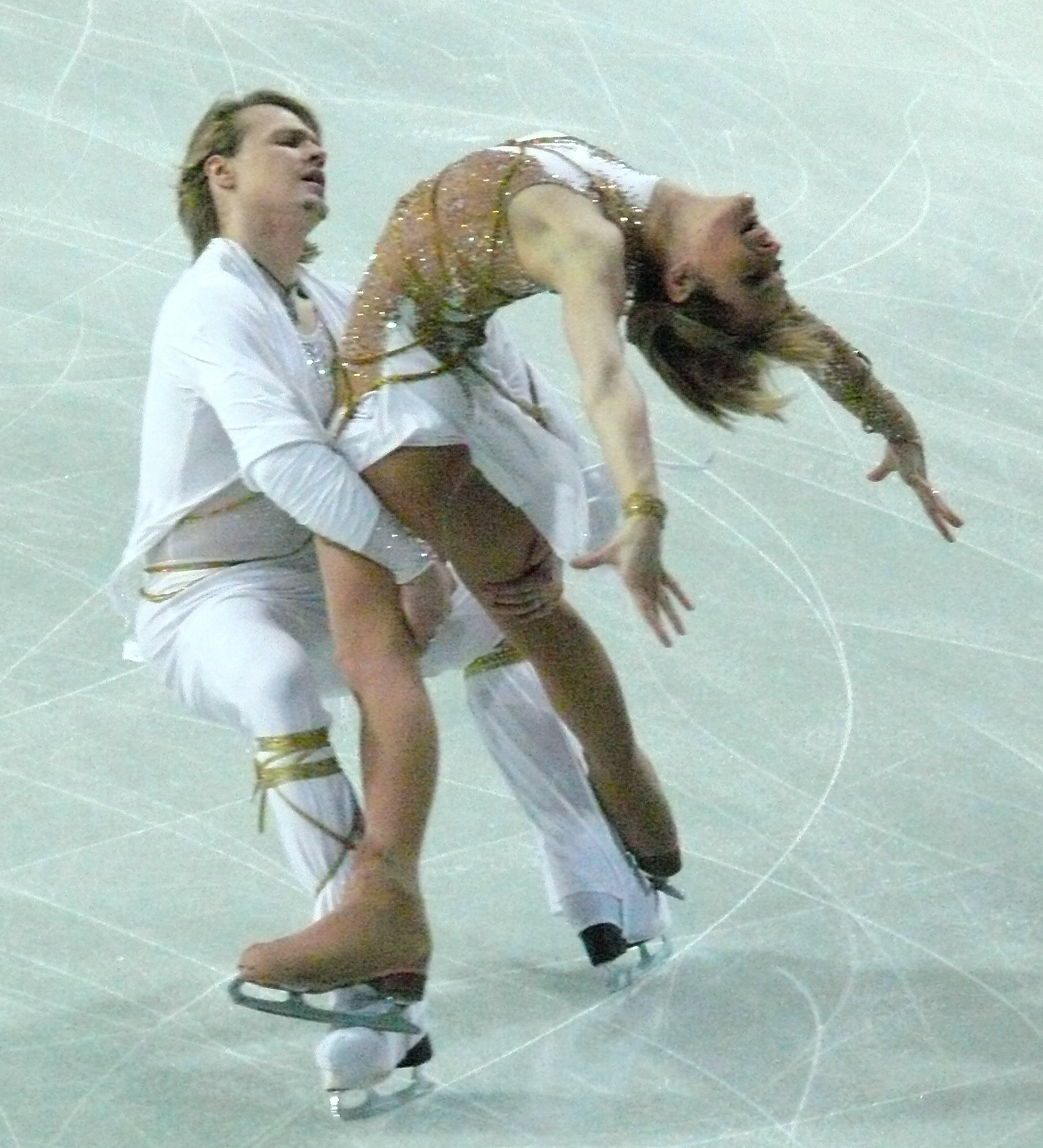
Денкова и Ставиский на чемпионате Европы 2007 года.

с М.Стависким
| Соревнования               | 1996—1997 | 1997—1998 | 1998—1999 | 1999—2000 | 2000—2001 |
| -------------------------- | --------- | --------- | --------- | --------- | --------- |
| Зимние Олимпийские игры    |           | 18        |           |           |           |
| Чемпионаты мира            | 19        | 17        | 11        |           | 10        |
| Чемпионаты Европы          | 17        | 16        | 9         |           | 8         |
| Чемпионаты Болгарии        | 1         | 1         | 1         | 1         | 1         |
| Cup of Russia              |           |           |           |           | 5         |
| NHK Trophy                 |           |           |           | 6         |           |
| Skate Canada International |           |           | 5         |           |           |
| Bofrost Cup                |           |           | 6         | 3         |           |
| Nebelhorn Trophy           |           | 3         |           |           |           |
| Золотой конёк Загреба      |           |           |           | 2         |           |
| Finlandia Trophy           |           |           | 1         | 1         | 1         |
| Мемориал Карла Шефера      |           |           | 1         |           |           |

с Х.Николовым
| Соревнования             | 1988—1989 | 1989—1990 | 1991—1992 | 1992—1993 | 1993—1994 | 1994—1995 |
| ------------------------ | --------- | --------- | --------- | --------- | --------- | --------- |
| Чемпионаты мира          |           |           | 21        | 26        | 27        | 24        |
| Чемпионаты Европы        |           |           | 18        | 22        | 25        | 22        |
| Чемпионаты мира (юниоры) | 16        | 16        |           |           |           |           |
| Чемпионаты Болгарии      |           |           | 1         | 1         |           |           |

## Награды
- Орден «Стара Планина» I степени (2007)[11]
- Почётный знак Президента Болгарии (2024)[12]